# Ram Jam (альбом)
Ram Jam — дебютный студийный альбом американской рок-группы Ram Jam, вышедший в 1977 году.

## Об альбоме
Первый трек в альбоме, сингл «Black Betty» — самая известная песня Ram Jam. Он занял 7 место в UK Singles Chart в сентябре 1977 года. Альбом достиг 34 места в Billboard Pop Albums чарте США.
Группа была переименована в «American Ram Jam» для британского рынка, чтобы избежать путаницы с британской группой с таким же названием.
В 1996 году альбом был переиздан на компакт-диске под названием «Golden Classics» с бонус-треком «I Should Have Known», который изначально был стороной B сингла «Black Betty».

### Критический приём
| Оценки критиков | Оценки критиков |
| Источник        | Оценка          |
| --------------- | --------------- |
| AllMusic        | [ 1 ]           |

## Треклист
| №                   | Название                            | Автор(ы)                              | Длительность |
| ------------------- | ----------------------------------- | ------------------------------------- | ------------ |
| 1.                  | «Black Betty»                       | Huddie Ledbetter (arr. Bill Bartlett) | 3:57         |
| 2.                  | «Let It All Out»                    | Bartlett                              | 3:59         |
| 3.                  | «Keep Your Hands on the Wheel»      | Mike Millius Thom Graves              | 3:34         |
| 4.                  | «Right on the Money»                | Bartlett                              | 3:11         |
| 5.                  | «All for the Love of Rock 'n' Roll» | Jeff Salen Robert Butani              | 3:00         |
| 6.                  | «404»                               | Gerard W. Kenny                       | 3:44         |
| 7.                  | «High Steppin'»                     | Bartlett                              | 3:40         |
| 8.                  | «Overloaded»                        | Joseph LaPallo William Haberman       | 2:54         |
| 9.                  | «Hey Boogie Woman»                  | Bartlett                              | 3:09         |
| 10.                 | «Too Bad on Your Birthday»          | Arthur Resnick Charles Karp           | 3:11         |
| Общая длительность: | Общая длительность:                 | Общая длительность:                   | 34:19        |

| №                   | Название              | Автор(ы)            | Длительность |
| ------------------- | --------------------- | ------------------- | ------------ |
| 11.                 | «I Should Have Known» | Bartlett            | 4:50         |
| Общая длительность: | Общая длительность:   | Общая длительность: | 39:09        |

## Персонал
Ram Jam
- Майк Скавоне — вокал, перкуссия
- Билл Бартлетт — гитара, вокал в «Black Betty»
- Говард Артур Блаувэлт — бас-гитара, бэк-вокал
- Питер Чарльз — ударные и барабаны

Производство
- Джеффри Кац — продюсер
- Джерри Касенец — продюсер
- Станислав Загурский — обложка